# Hexacola subaperta
Hexacola subaperta är en stekelart som först beskrevs av Jean-Jacques Kieffer 1907.  Hexacola subaperta ingår i släktet Hexacola och familjen glattsteklar. Inga underarter finns listade i Catalogue of Life.